# 1-2-3 (canción)
"1-2-3" (a veces llamado "1, 2, 3") es el quinto y último sencillo de la banda Miami Sound Machine para su álbum de estudio Let It Loose. Lanzada durante el año 1988.
Alcanzó el puesto #3 de la lista Billboard Hot 100, y el #1 en la lista Billboard adult contemporary. La letra de la canción describe el deseo de la cantante de tener un enfoque de su pretendiente tímido.

## Posicionamiento en listas
| Lista (1988)                           | Máxima posición |
| -------------------------------------- | --------------- |
| Bélgica (Flandes) (Ultratop 50)        | 28              |
| Bélgica (Valonia) (Ultratop 50)        | 17              |
| Brasil                                 | 63              |
| Irlanda (IRMA)                         | 11              |
| Japón (Tokyo)                          | 40              |
| Países Bajos (Mega Single Top 100)     | 13              |
| Nueva Zelanda (Recorded Music NZ)      | 33              |
| Suecia (Sverigetopplistan)             | 4               |
| Reino Unido (Official Charts Company)  | 9               |
| Estados Unidos (Billboard Hot 100)     | 3               |
| Estados Unidos (Adult Contemporary)    | 1               |
| Estados Unidos (Hot Latin Songs)       | 29              |
| Estados Unidos (Hot R&B/Hip-Hop Songs) | 54              |